# Podgora, Šmartno ob Paki
Podgora je naselje v Občini Šmartno ob Paki.
Stoji pod vznožjem Gore Oljke.